# Войдат-Анновський
Войдат-Анновський (пол. Wojdat Annowski) — село в Польщі, у гміні Закшев Люблінського повіту Люблінського воєводства.
У 1975—1998 роках село належало до Замойського воєводства.